# Инди/мИнди (ген)
Инди/мИнди (Indy/mammalian Indy) это ген  SLC13A5, шутливо названный по английскому акрониму фразы I’m not dead yet (я пока не умер), мутация которого у мушки дрозофилы, приводила к ее долгожительству, вдвое повышая среднюю продолжительность и на 50 % максимальную продолжительность жизни мушки.
Наблюдения за полетом, ухаживаниями и пищевым поведением долгоживущих гетерозиготных самцов и самок Инди не выявили существенных различий по отношению к молодым обычным мухам. Однако различия появились по мере старения. Гетерозиготные долгоживущие самки Инди продолжали производить жизнеспособное взрослое потомство в среднем на 40 % дольше, чем контрольные мухи (23,2 дня против 16,5 дня).
Белок INDY является трансмембранным переносчиком промежуточных продуктов цикла Кребса (в частности переносчиком цитрата) и высоко экспрессируется на плазматической мембране клеток кишечника и жирового тела. Эффект продления жизни мутациями в Indy, вероятно, вызван изменением энергетического баланса, из-за снижения транспортной функции INDY. Оптимальное увеличение продолжительности жизни наблюдается, когда экспрессия Indy понижена до 25—75 % от нормы. Инди-долгожители имеют фенотип похожий на фенотип мух у которых долгожительство обусловлено режимом ограничения калорийности пищи (разгрузочно-диетическая терапия). В частности у них наблюдается снижение инсулино-подобной передачи сигналов, накопление липидов, увеличение веса и устойчивость к голоданию, а также увеличение спонтанной физической активности.
Белок SLC13A5/INDY у млекопитающих также является натрий-зависимым переносчиком цитрата и, в меньшей степени, сукцината, малата или фумарата. Этот белок помимо транспорта цитрата, влияет на синтез желчных кислот, метаболизм нуклеотидов и транспорт и/или синтез жирных кислот.
Удаление у млекопитающих, в частности у мышей гомолога Инди, названного мИнди, снижает ожирение, предотвращает накопление липидов в печени и скелетных мышцах и увеличивает чувствительность к инсулину в условиях диеты с высоким содержанием жиров и во время старения. Потеря мИнди увеличивает расход энергии, связанный с повышенным окислением жиров в печени, и снижает липогенез печени. Поразительно, но потребление калорий у мышей MINDY-/- при этом не снижается.
Удаление мИнди повторяет такие положительные сердечно-сосудистые и метаболические реакции на ограничение калорийности как снижение биосинтеза катехоламинов, что в свою очередь приводит к постоянному снижению  артериального давления и частоты сердечных сокращений Кроме того нокаут гена мИнди значительно улучшает память и координацию движений мышей (это благотворное действие однако не воспроизводимо у человека). У них наблюдается повышенный нейрогенез в гиппокампе и образование дендритных шипов в зубчатых гранулярных клетках, что, как известно, способствует повышению производительности памяти.
Исследования с использованием антисмысловых олигонуклеотидов для подавления мИнди у крыс продемонстрировали улучшение чувствительности к инсулину, которое было приписано улучшению продукции глюкозы в печени и чувствительности к инсулину. Поскольку повышенная экспрессия мРНК мИнди в печени тесно связана с ожирением, инсулинорезистентностью и ожирением печени у людей мИнди был признан привлекательной мишенью для лечения ожирения и метаболического синдрома.
Стимулировать экспрессию mIndy может Интерлейкин 6 (IL-6), связываясь с родственным ему рецептором, что индуцирует транскрипцию mIndy, путем активации белка-посредника STAT3 (сокр. от англ. signal transducer and activator of transcription 3). Таким образом активация сигнала IL-6 и STAT3 стимулируя экспрессию mIndy, усиливает приток цитоплазматического цитрата и повышает печеночный липогенез in vivo. 
Разработан селективный, активный для многих видов животных и для человека, неконкурентный, не субстратоподобный ингибитор активности Инди/мИнди, названный ETG-5773.  Блокируя поглощение цитрата, ETG-5773 способен бороться со стеатозом печени и жировыми отложениями, в связи с чем может в будущем быть использован для профилактики и лечения неалкогольной жировой болезни печени, обусловленной нарушениями метаболизма.
Хотя дефицит SLC13A5 защищает взрослых от ожирения и диабета, у молодых организмов этот дефицит приводит к эпилептической энцефалопатии и задержке развития, истончению зубной эмали

## Инди - мИнди в фольклоре
Как это ни странно, но задолго до открытия гена Инди/мИнди в далеком 1928 году грузинским композитором  Константином Поцхверашвили была сочинена песня Инди - мИнди (груз. ინდი-მინდი) о влюбленном не боящемся смерти и о живой воде. Позднее, в 1977 году теме Инди - мИнди была посвящена комедия "Песни для внучат Инди минди" о грузинском долголетии.